# Wellingsson de Souza
Wellingsson de Souza, meglio noto come Wellingsson (Guarujá, 7 settembre 1989), è un calciatore brasiliano, attaccante del Central & Western.